# 萱場 (名古屋市)
萱場（かやば）は、愛知県名古屋市千種区および東区にある町名。現行行政地名は萱場一丁目及び萱場二丁目。住居表示実施済み。

## 地理
名古屋市千種区の北西部に位置し、東は清明山、西は古出来、南は北千種、北は東区矢田南・大幸南にそれぞれ接する。

## 歴史

### 町名の由来
鍋屋上野町字萱場に由来し、カヤの刈り場であったことによると考えられる。また、付近にあった萱場池にちなんで付けられたとの説もある。

### 沿革

#### 萱場町
- 1935年（昭和10年）10月1日 - 東区鍋屋上野町の一部より、同区萱場町が成立[1]。
- 1937年（昭和12年）10月1日 - 行政区変更に伴い、千種区所属となる[1]。
- 1939年（昭和14年）5月1日 - 鍋屋上野町の一部を編入[1]。
- 1979年（昭和54年）5月5日 - 一部が古出来三丁目・萱場一丁目・矢田南二丁目（道路部分のみ）となる[1]。
- 1980年（昭和55年）11月23日 - 一部が北千種一〜二丁目・萱場二丁目・清明山二丁目となり、一部を古出来三丁目・萱場一丁目・矢田南二丁目（道路部分のみ）へ編入[3][1]。
- 1984年（昭和59年）1月15日 - 残部が東区大幸南一丁目となり廃止[1][4]。

#### 萱場
- 1979年（昭和54年）5月5日 - 千種区萱場町・古出来町の各一部より、同区萱場一丁目が成立[1]。
- 1980年（昭和55年）11月23日
  - 千種区萱場町・鍋屋上野町の一部より、同区萱場二丁目が成立。千種区萱場町の一部を同区萱場一丁目へ編入[1]。
  - 東区矢田町の一部より、同区萱場二丁目（道路部分のみ）が成立[4]。

## 世帯数と人口
2019年（平成31年）1月1日現在の世帯数と人口は以下の通りである。
| 丁目       | 世帯数  | 人口    |
| ---------- | ------- | ------- |
| 萱場一丁目 | 140世帯 | 332人   |
| 萱場二丁目 | 729世帯 | 1,379人 |
| 計         | 869世帯 | 1,711人 |

### 人口の変遷
国勢調査による人口の推移
| 1995年（平成7年）  | 1,431人 | [ WEB 6 ]  |  |
| 2000年（平成12年） | 1,323人 | [ WEB 7 ]  |  |
| 2005年（平成17年） | 1,613人 | [ WEB 8 ]  |  |
| 2010年（平成22年） | 1,673人 | [ WEB 9 ]  |  |
| 2015年（平成27年） | 1,684人 | [ WEB 10 ] |  |

## 学区
市立小・中学校に通う場合、学校等は以下の通りとなる。また、公立高等学校に通う場合の学区は以下の通りとなる。なお、小学校は学校選択制度を導入しておらず、番毎で各学校に指定されている。
| 丁目       | 小学校                                    | 中学校               | 高等学校 |
| ---------- | ----------------------------------------- | -------------------- | -------- |
| 萱場一丁目 | 名古屋市立大和小学校 名古屋市立上野小学校 | 名古屋市立振甫中学校 | 尾張学区 |
| 萱場二丁目 | 名古屋市立上野小学校                      | 名古屋市立振甫中学校 | 尾張学区 |

## 交通

### 道路
- 愛知県道215号田籾名古屋線（出来町通）

### バス
- 基幹バス - 萱場バス停
  - 東行き：引山・三軒家方面
  - 西行き：栄・名古屋駅方面

## 施設

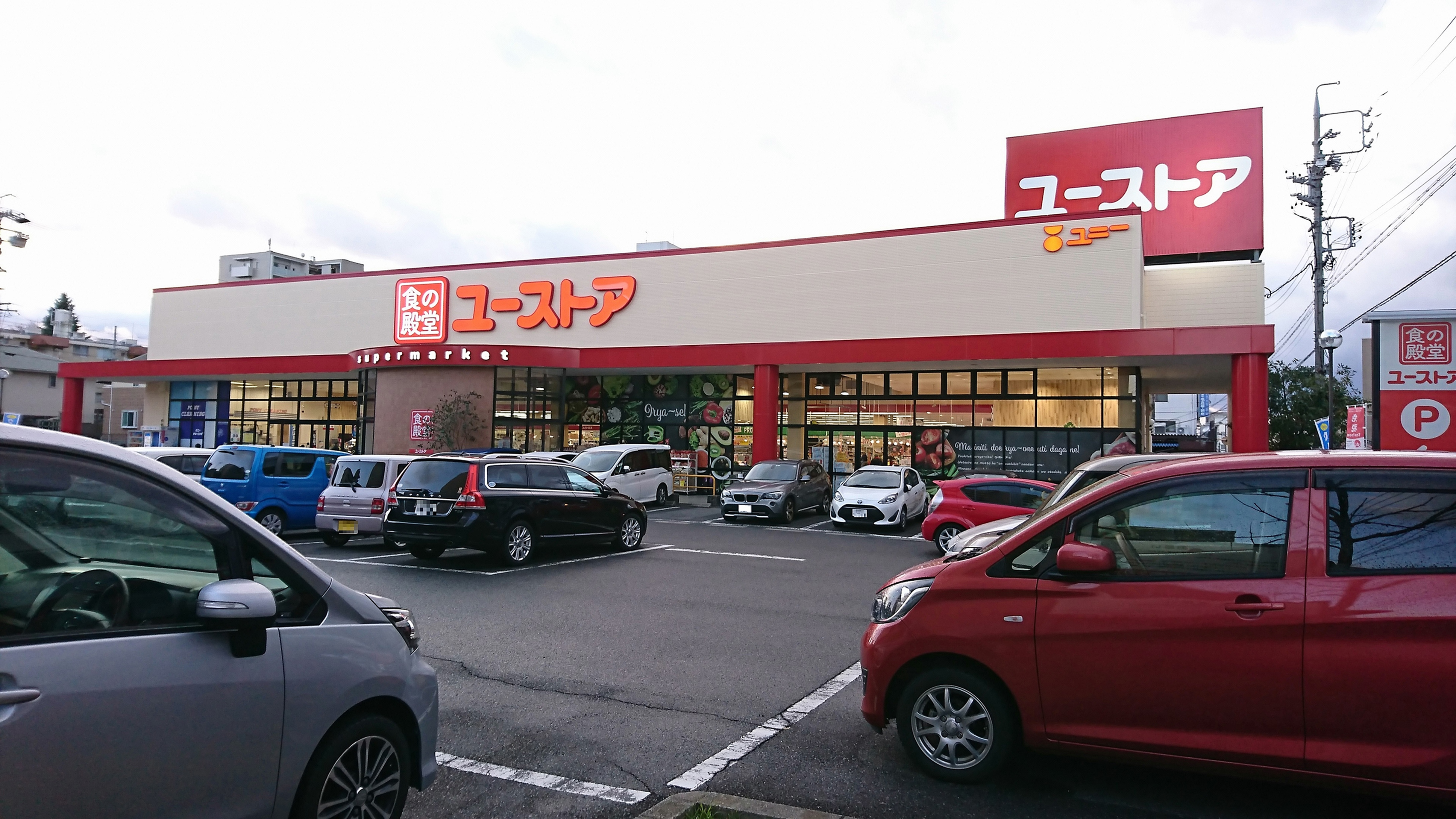
食の殿堂ユーストア萱場店
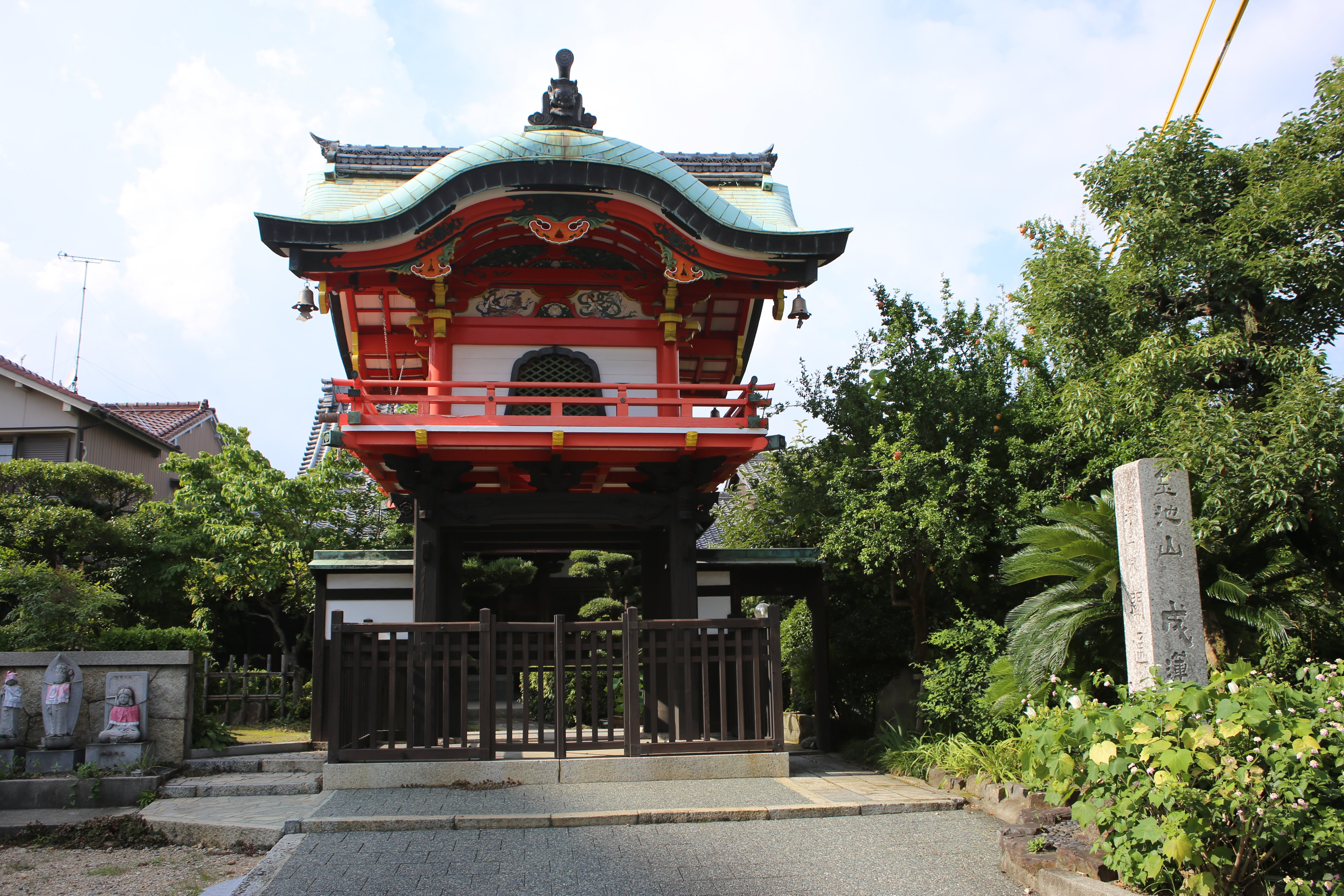
UR都市機構 萱場住宅
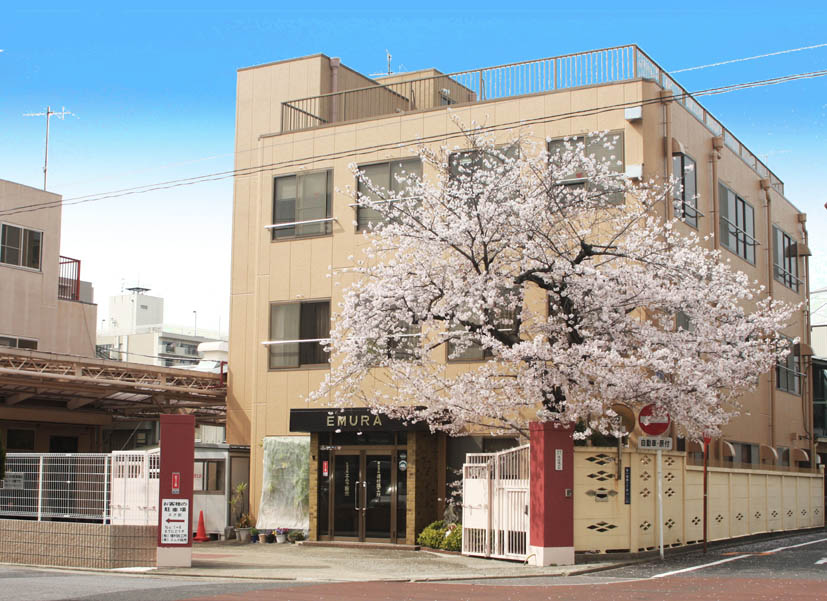
萱場公園

1960年（昭和35年）6月1日供用開始。
- 萱場西公園

1983年（昭和58年）4月1日供用開始。
- 成蓮院
- エムラ販売本社

- ユーストア萱場店
- 成蓮院
- エムラ販売本社

## その他

### 日本郵便
- 郵便番号 : 464-0086[WEB 3]（集配局：千種郵便局[WEB 14]）。

### WEB
1. ↑  “愛知県名古屋市千種区の町丁・字一覧”.   人口統計ラボ. 2019年2月5日閲覧。
2. 1 2  “町・丁目(大字)別、年齢(10歳階級)別公簿人口(全市・区別)”.   名古屋市 (2019年1月23日). 2019年1月23日閲覧。
3. 1 2  “郵便番号”.  日本郵便. 2019年1月6日閲覧。
4. ↑  “市外局番の一覧”.   総務省. 2019年1月6日閲覧。
5. ↑  “千種区の町名一覧”.   名古屋市 (2015年10月21日). 2019年1月12日閲覧。
6. ↑  総務省統計局 (2014年3月28日). “平成7年国勢調査の調査結果(e-Stat) - 男女別人口及び世帯数 －町丁・字等” (CSV). 2019年4月27日閲覧。
7. ↑  総務省統計局 (2014年5月30日). “平成12年国勢調査の調査結果(e-Stat) - 男女別人口及び世帯数 －町丁・字等” (CSV). 2019年4月27日閲覧。
8. ↑  総務省統計局 (2014年6月27日). “平成17年国勢調査の調査結果(e-Stat) - 男女別人口及び世帯数 －町丁・字等” (CSV). 2019年4月27日閲覧。
9. ↑  総務省統計局 (2012年1月20日). “平成22年国勢調査の調査結果(e-Stat) - 男女別人口及び世帯数 －町丁・字等” (CSV). 2019年4月27日閲覧。
10. ↑  総務省統計局 (2017年1月27日). “平成27年国勢調査の調査結果(e-Stat) - 男女別人口及び世帯数 －町丁・字等” (CSV). 2019年4月27日閲覧。
11. ↑  “市立小・中学校の通学区域一覧”.   名古屋市 (2018年11月10日). 2019年1月14日閲覧。
12. ↑  “平成29年度以降の愛知県公立高等学校（全日制課程）入学者選抜における通学区域並びに群及びグループ分け案について”.   愛知県教育委員会 (2015年2月16日). 2019年1月14日閲覧。
13. 1 2  “都市公園の名称、位置及び区域並びに供用開始の期日” (2019年5月1日). 2019年11月3日閲覧。
14. ↑  郵便番号簿 平成29年度版 - 日本郵便. 2019年01月06日閲覧 (PDF)

### 書籍
1. 1 2 3 4 5 6 7 8 9  名古屋市計画局 1992, p. 728.
2. ↑  名古屋市計画局 1992, p. 100.
3. ↑  名古屋市計画局 1992, p. 727.
4. 1 2  名古屋市計画局 1992, p. 743.